# Думбравица (Брашов)
Думбравица (рум. Dumbrăviţa) насеље је у Румунији у округу Брашов у општини Думбравица. Oпштина се налази на надморској висини од 524 m.

## Историја
Према државном шематизму православног клира Угарске 1846. године у месту Синиогсег је живело 182 православне породице. Православни пароси су били, поп Јоаким Поповић и поп Јован Поповић.

## Становништво
Према подацима из 2002. године у насељу је живело 4542 становника.

### Попис2002.
| Расподела становништва по националности 2002.‍ | Расподела становништва по националности 2002.‍ | Расподела становништва по националности 2002.‍ | Расподела становништва по националности 2002.‍ | Расподела становништва по националности 2002.‍ |
| --------------------------------------------- | --------------------------------------------- | --------------------------------------------- | --------------------------------------------- | --------------------------------------------- |
|                                               |                                               |                                               |                                               |                                               |
| Румуни                                        | Румуни                                        |                                               | 4.035                                         | 88,8%                                         |
| Мађари                                        | Мађари                                        |                                               | 37                                            | 0,8%                                          |
| Роми                                          | Роми                                          |                                               | 466                                           | 10,3%                                         |
| Немци                                         | Немци                                         |                                               | 4                                             | 0,1%                                          |

### Хронологија
| Година       | 1992 | 1993 | 1994 | 1995 | 1996 | 1997 | 1998 | 1999 | 2000 | 2001 | 2002 | 2003 | 2004 | 2005 | 2006 | 2007 | 2008 | 2009 | 2010 | 2011 | 2012 | 2013 | 2014 | 2015 | 2016 | 2017 |
| ------------ | ---- | ---- | ---- | ---- | ---- | ---- | ---- | ---- | ---- | ---- | ---- | ---- | ---- | ---- | ---- | ---- | ---- | ---- | ---- | ---- | ---- | ---- | ---- | ---- | ---- | ---- |
| Становништво | 4419 | 4440 | 4410 | 4404 | 4431 | 4429 | 4426 | 4461 | 4506 | 4528 | 4592 | 4634 | 4674 | 4715 | 4772 | 4836 | 4911 | 4985 | 5015 | 5113 | 5153 | 5160 | 5176 | 5176 | 5223 | 5224 |